# Шоберлехнер, Франц
Шоберлехнер, Франц (нем. Schoberlechner, 1797—1843) — немецкий композитор и пианист.

## Биография
Обучался игре на фортепиано у И. Н. Гуммеля. Уже в 10 лет Шоберлехнер выступил на концерте, сыграв концерт, который Гуммель написал для него. Изучал теорию композиции у Э. А. Фёрстера в Вене. В 1814 г. Шоберлехнер отправился концертировать. Приехав во Флоренцию, Шоберлехнер написал реквием, который посвятил герцогу тосканскому, комическую оперу «I Virtuosi teatrati», поставленную во Флоренции. Вернувшись в 1820 г. в Вену, издал первые свои инструментальные сочинения, а также написал небольшую немецкую оперу «Der junge Onkel», поставленную не без успеха.
В 1823 г. Шоберлехнер уехал в Россию. В Петербурге он выступил с большим успехом. Женившись в 1824 г. на певице Софье Даль-Окка, Шоберлехнер уехал с ней концертировать по Германии, Италии. В 1827 г. Шоберлехнер вернулся в Петербург, где его жена выступила в итальянской опере с громадным успехом, вследствие чего ей был предложен ангажемент на три года. В продолжение этих трёх лет Шоберлехнер написал оперу «Il Barone di Dolzheim». По окончании контракта Шоберлехнеры отправились в Болонью, затем опять были некоторое время в Петербурге. В 1831 г. Шоберлехнеры поселились во Флоренции, где была написана его опера «Rossant», поставленная в Милане. Шоберлехнер умер в Берлине. Из сочинений Шоберлехнера известны вариации, сонаты, фантазии для фортепиано и пр.